# فالدا (ایندیانا)
فالدا (به انگلیسی: Fulda) یک منطقهٔ مسکونی در ایالات متحده آمریکا است که در شهرستان اسپنسر، ایندیانا واقع شده‌است. فالدا ۱۴۸ متر بالاتر از سطح دریا واقع شده‌است.